# Изъюрова, Раиса Дмитриевна
Раиса Дмитриевна Изъюрова (30 июня 1914, с. Позтыкерос, Усть-Сысольский уезд, Вологодская губерния — 20 августа 2013, Сыктывкар, Республика Коми) — советский строитель, передовик производства, общественный деятель, депутат Верховного Совета Коми АССР IV созыва, депутат Верховного Совета РСФСР V созыва, Герой Социалистического Труда (1958).
Первая женщина в Коми АССР, удостоенная этой высокой награды.

## Биография
Родилась 30 июля 1914 года 1914 года в селе Позтыкерос Усть-Сысольского уезда Вологодской губернии (ныне Корткеросский район Республики Коми).
После окончания 2 классов начальной школы работала на колхозном производстве, на сплавных и лесозаготовительных работах.
С 1931 года по путёвке колхоза работала на стройках Сыктывкара, с 1934 — каменщицей. Принимала участие в строительстве кирпичных домов города. В годы войны работала «за двоих», делилась опытом, подготовила более 50 каменщиков. Муж не вернулся с фронта.
После войны Раисе присвоили высший разряд, затем избрали депутатом городского Совета[какого?]. Уже в 1945 году за высокие производственные успехи она была награждена орденом «Знак Почёта», а в 1958 году каменщице строительного управления № 1 треста «Комистрой» Коми совнархоза Р. Изъюровой было присвоено звание Героя Социалистического Труда с вручением ордена Ленина.
Неоднократно избиралась депутатом местного Совета[какого?], Верховного Совета Коми АССР и РСФСР.

## Награды
- Медаль «Серп и Молот» (1958)
- орден Ленина (1958)
- орден «Знак Почёта» (1945)
- юбилейная медаль «75 лет законодательному органу власти Республики Коми» (2013).